# 科连特斯大道
科连特斯大道（西班牙語：Avenida Corrientes）是阿根廷首都布宜诺斯艾利斯的一条主干道。与平行的圣菲大道、科尔多瓦大道和圣胡安大道一样，它的名字来自阿根廷的一个省份（科连特斯省）。
科连特斯大道延伸69个街区，从东部马德罗社区的爱德华多·马德罗大道向西，结束于查卡里塔社区的费德里科·拉克罗兹大道。汽车从西向东行驶。这条大道的大部分路段下方有布宜诺斯艾利斯地铁B线经过。
“科连特斯街之友协会”是一个在这条街的城市规划方面进行合作的团体。他们在40个街角放置了纪念牌匾，上面描绘探戈历史上的杰出人物。

## 历史

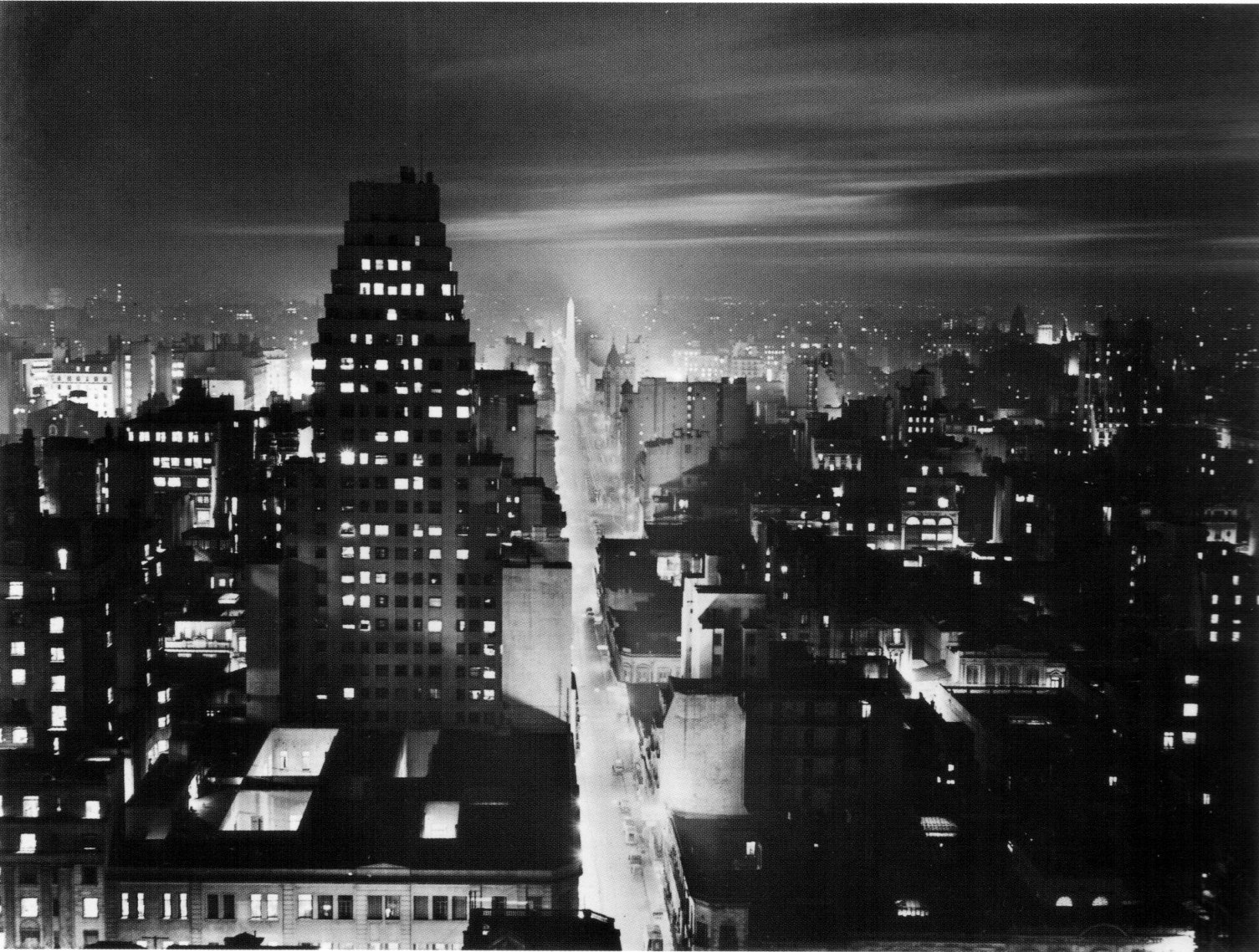

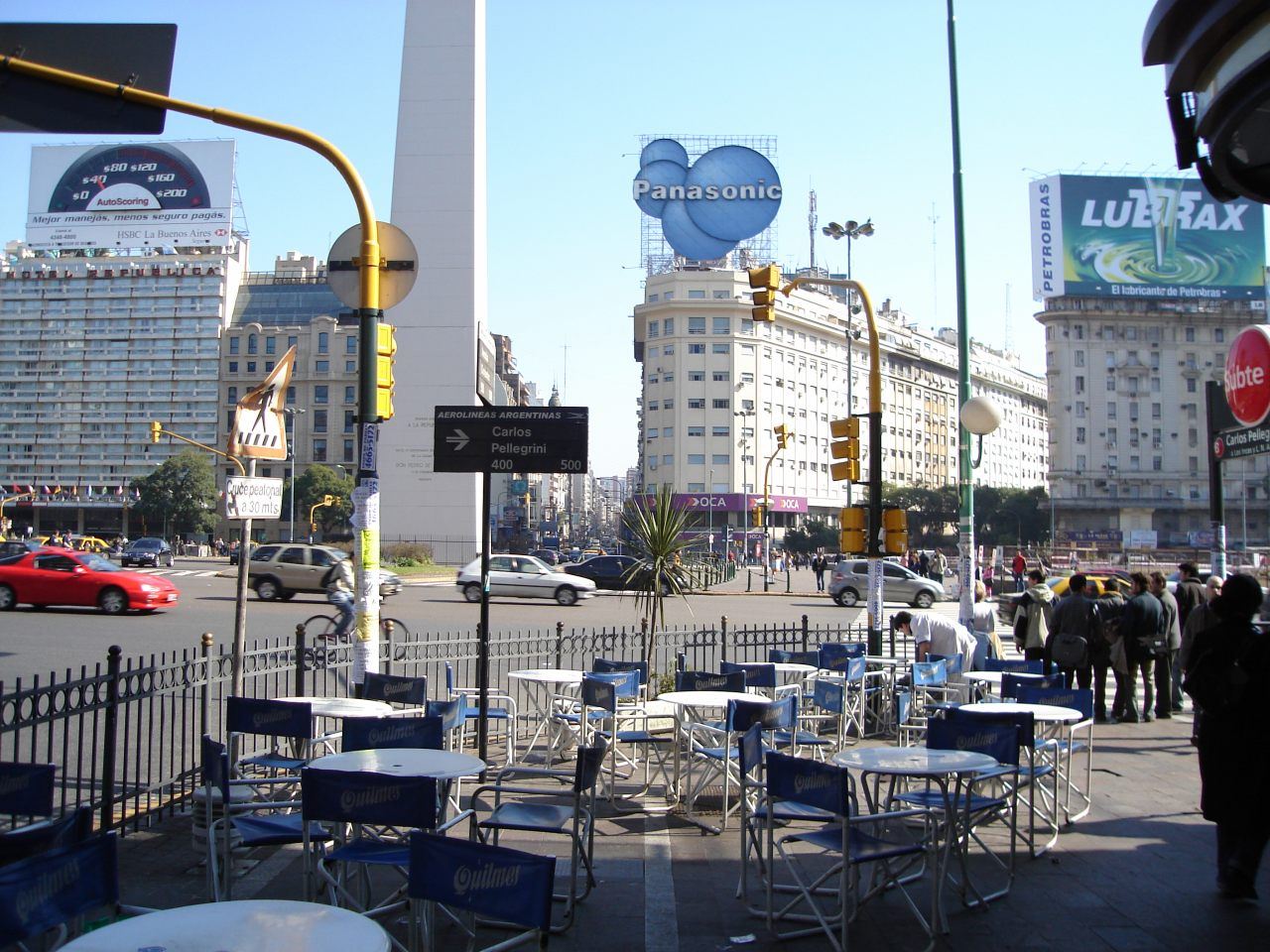

它在17世纪被命名为太阳（Del Sol），1738年至1808年命名为圣尼古拉斯（San Nicolás）， 1808年至1822年命名为德因查乌雷吉（De Incháurregui），1822年改为现名。这座城市在1880年左右开始快速向西扩张后，交通量激增。1887年，马拉电车首次在街上运行；但是，很快就证明道路不敷使用。1910年，约金·德安科雷纳市长签署法案，授权扩建。

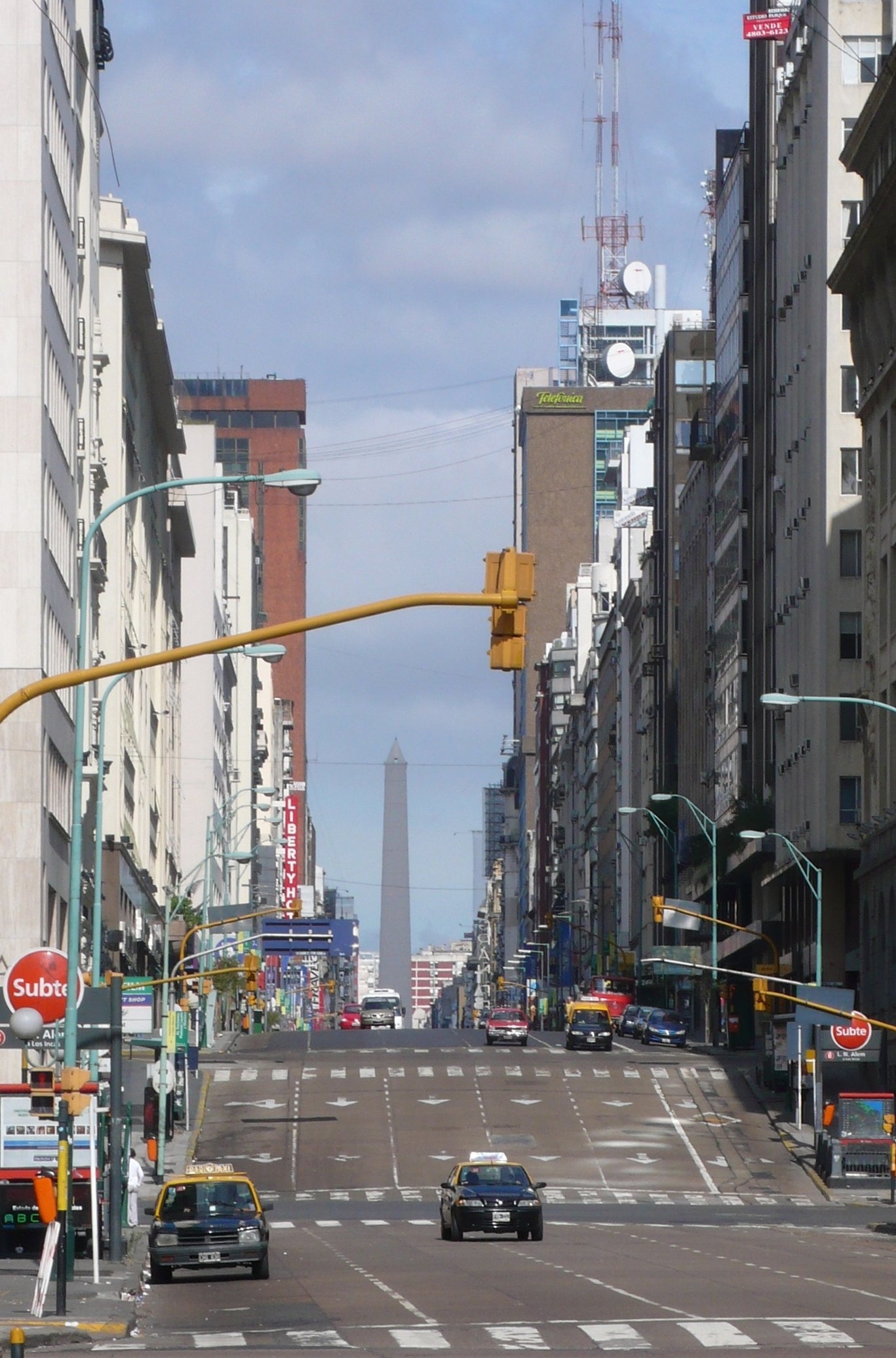

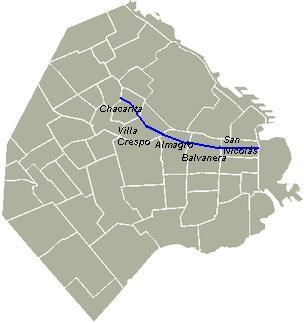
位置

规划要求大规模拆除大道北侧的大部分房地产，因此遭到了受影响的房东、零售商以及罗貝托·阿尔特等知识分子的强烈反对。然而，1930年的政变为该计划的实施铺平了道路，该计划一直持续到1936年完成。今天，当提及拓宽之前的大道时，会使用 “窄科连特斯”（Corrientes Angosta）这个说法。新拓宽的大道与布宜诺斯艾利斯方尖碑的竣工同时完成，从那时起成为这座城市最知名的地标建筑之一，在几个街区以外都可以看到。1936年，方尖碑及其周围的共和国广场开放，在七月九日大道交叉口形成了一个环岛。和大多数主要城市大道一样，根据1967年的一项市政条例，科连特斯也被定为单行道。日益增长的交通需求，导致在1971年，穿过广场和环绕方尖碑的大道开通。“科伦特斯街”（Calle Correntes）这个名字通常仍然比“科伦特斯大道”（Avenida Correntes）更受欢迎，尤其是在著名的中段。这个名字出现在几个探戈歌词中。
最初的几个街区（从莱安德罗·N·阿勒姆街到佛罗里达街）构成布宜诺斯艾利斯金融区的北部边界，在银行营业时间，这里的活动十分繁忙——几个街区后，穿过步行街佛罗里达街（构成金融区的西部边界）。再往下走，从七月九日大道到乌拉圭街的一些街区，这条大道构成律师区的南部边界，周围环绕着拉瓦莱广场和最高法院

## 夜生活
在20世纪的大部分时间里，“科连特斯街”是布宜诺斯艾利斯夜生活的象征，传统上被戏称为“不眠之街”。在市中心以西的10个街区，从麦普街到卡亚俄大道（以及拉瓦莱街步行街，聚集了最多的剧院和电影院，使其成为城市商业剧院的中心。布宜诺斯艾利斯的独立剧院今天模仿外百老汇，称为“外科连特斯”。这一地带包括一些30年代和40年代装饰风艺术影院建筑的杰出范例，如大雷克斯剧院、歌剧院和第一剧院。由于书店（许多是二手书店）最为集中，科连特斯是50年代，60年代和70年代知识分子白天最喜欢去的地方，特别是著名的拉巴斯咖啡馆，而其著名的披萨店和餐厅，例如不朽和居尔林在周五或周六晚上吸引了城市人群– 晚上到科连特斯和附近的拉瓦莱街去“披萨和电影院”，成为一代布宜诺斯艾利斯人城市周末娱乐的标准形式（如“莫斯卡托，披萨和法纳”等歌词所反映）。阿根廷戏剧文化的时事讽刺歌舞剧，拥有闪闪发光的明星和活泼的喜剧演员，仍然集中于这段科连特斯大道 – 红毯开幕之夜的诱惑，在那里可以瞥见名人，为这条大道增添了民俗学色彩。在更远的一端，月亮公园体育场仍然是大型体育和娱乐活动的同义词。
在过去的几十年里，这条街有自己的城市刻板印象，从20世纪20年代和30年代在歌舞厅和夜总会里，许多探戈 歌词都说到“天真的女孩”被“明亮的城市灯光”腐蚀，从《走错路的小裁缝》到《邮袋》（“偷窥汤姆”），孤独的推销员或办公室职员在午休时间（因其公文包而得名），偷看出现于60年代和70年代的X级欧洲电影（虽然在邻近的拉瓦莱街上更容易看到），到“心理学布尔什维克”–艺术生和知识分子（通常是左派 – 布尔什维克 –和/或涉足心理学，因此得名），在20世纪80年代恢复民主后，聚集在书店和咖啡馆。
视频、互联网、影城和购物中心的出现，大大降低了科连特斯的吸引力，几家著名电影院和剧院也相继关闭。自20世纪70年代以来，这条大道已经衰落。人行道在2005年被拓宽和美化，以促进这条大道沿线的零售活动。如今，科连特斯再次在夜间蓬勃发展-尤其是在剧院观众中，剧院进行了几次重大的翻修和扩建。自80年代以来，西班牙世界著名的百老汇音乐剧与传统或前卫 的严肃戏剧共存。最后几个街区，位于卡亚俄大道 和乌拉圭街之间，2007年，在一年一度的书店之夜（2007年启动的活动）期间，被改造成一个宽敞的户外阅览室
市长毛里西奧·馬克里在2010年宣布，科连特斯大道的金融区段-七月九日大道至莱安德罗·阿莱姆大道，将成为一条双向大道。

## 景点

### 起点到方尖碑
- 月亮公园体育场，原拳击场，目前用于其他体育和娱乐活动
- 布宜诺斯艾利斯中央邮局的背面
- 科梅加大厦
- 市中心银行区
- 佛罗里达街步行街
- 大雷克斯剧院
- 歌剧院
- 该国许多最重要的剧院公司
- 众多传统和历史餐厅，包括阿根廷饮食、西班牙饮食和意大利饮食。
- 布宜诺斯艾利斯方尖碑，在七月九日大道和 共和国广场交叉口

### “不眠之街”
- 赫拉德里亚·卡多雷冰淇淋店
- 不朽披萨店，以前是不朽咖啡馆，里面有来此参观过的历史人物的照片
- 居尔林披萨店
- 拉巴斯咖啡馆，历史上是左派活动人士和知识分子的聚会场所
- 拉莫斯酒吧
- 吉拉尔达咖啡馆，供应西班牙风格的热巧克力和西班牙油条
- 圣马丁将军剧院，国家剧院，20世纪后半叶集中现代戏剧和芭蕾舞的（与哥伦布剧院相反）
- 百老汇剧院
- 帕塞奥广场，一个城市绿洲，有剧院、零售店和餐厅
- 埃尔南德斯、自由派和其他许多著名书店

### 外科连特斯
“外科连特斯”指的是另类剧场，大部分集中在科连特斯周围的街道上，虽然在城市的其他街区也有广泛分布。布宜诺斯艾利斯大学的里卡多·罗哈斯中心推广实验艺术，甘地书店和自由派书店融合了书店和文化中心，虽然迎合了“外科连特斯” 人群，但它们自身却位于科连特斯。

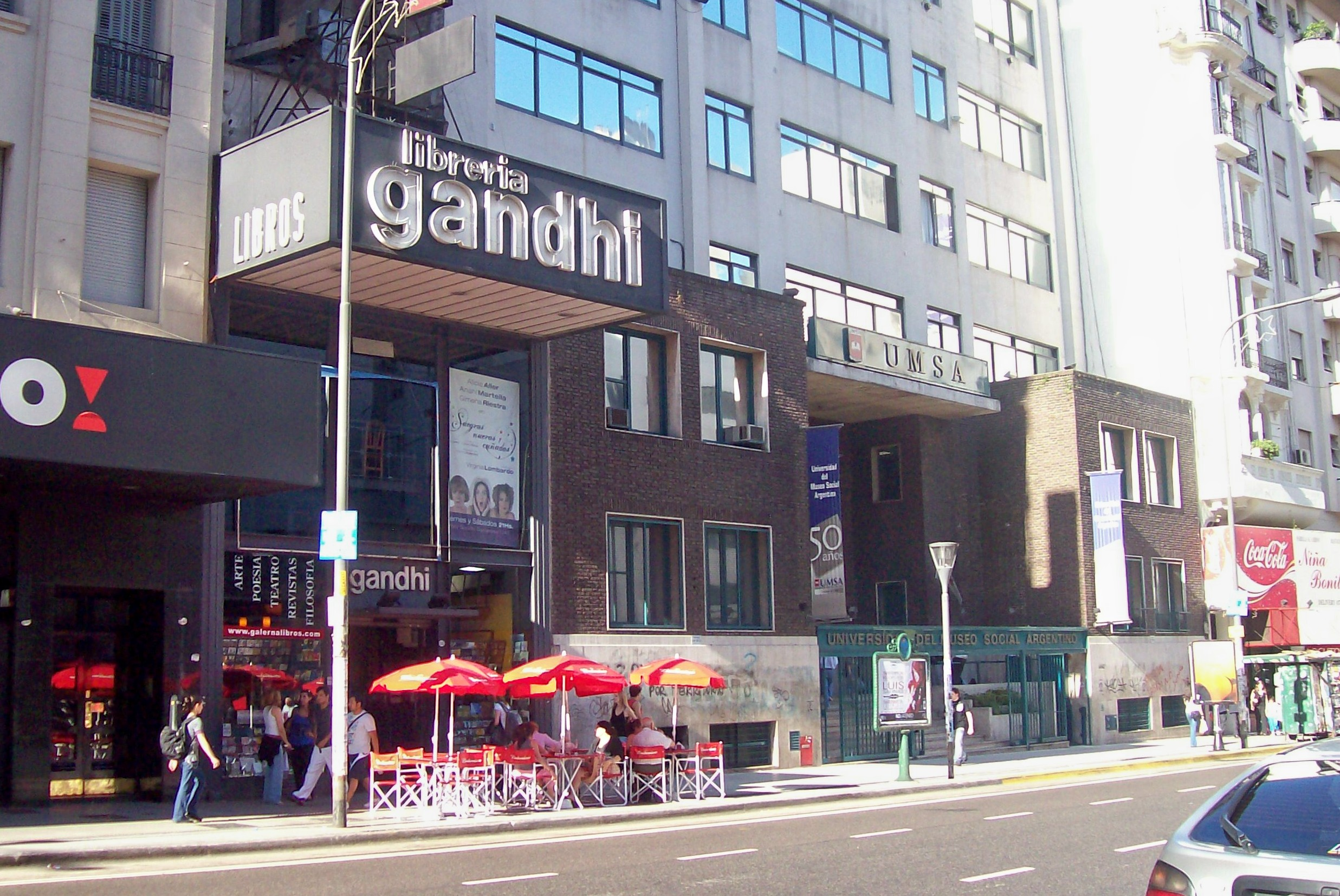
原甘地书店

### 巴尔瓦内拉
再往下走，科连特斯大道穿过巴尔瓦内拉区（俗称“Once”），传统上是犹太人 社区，有许多犹太会堂和服装批发和零售店，现在则是韩国人、玻利维亚人和秘鲁人等外国商人的家园。

### 阿巴斯托
在普耶雷登大道之外是阿巴斯托街区，因曾经拥有巨大的Art Deco风格的阿巴斯托市场而得名，以前是这座城市的中心果蔬市场，正面朝向科连特斯大道，阿根廷最著名的探戈歌手卡洛斯·葛戴尔的家就在这里，俗称“来自阿巴斯托的黑头发”。这片街区已有多年年久失修，现在正逐渐恢复。当地开发商IRSA将这座雄伟的旧市场，改造成了今天这个城市最大的购物中心。

### 阿尔马格罗

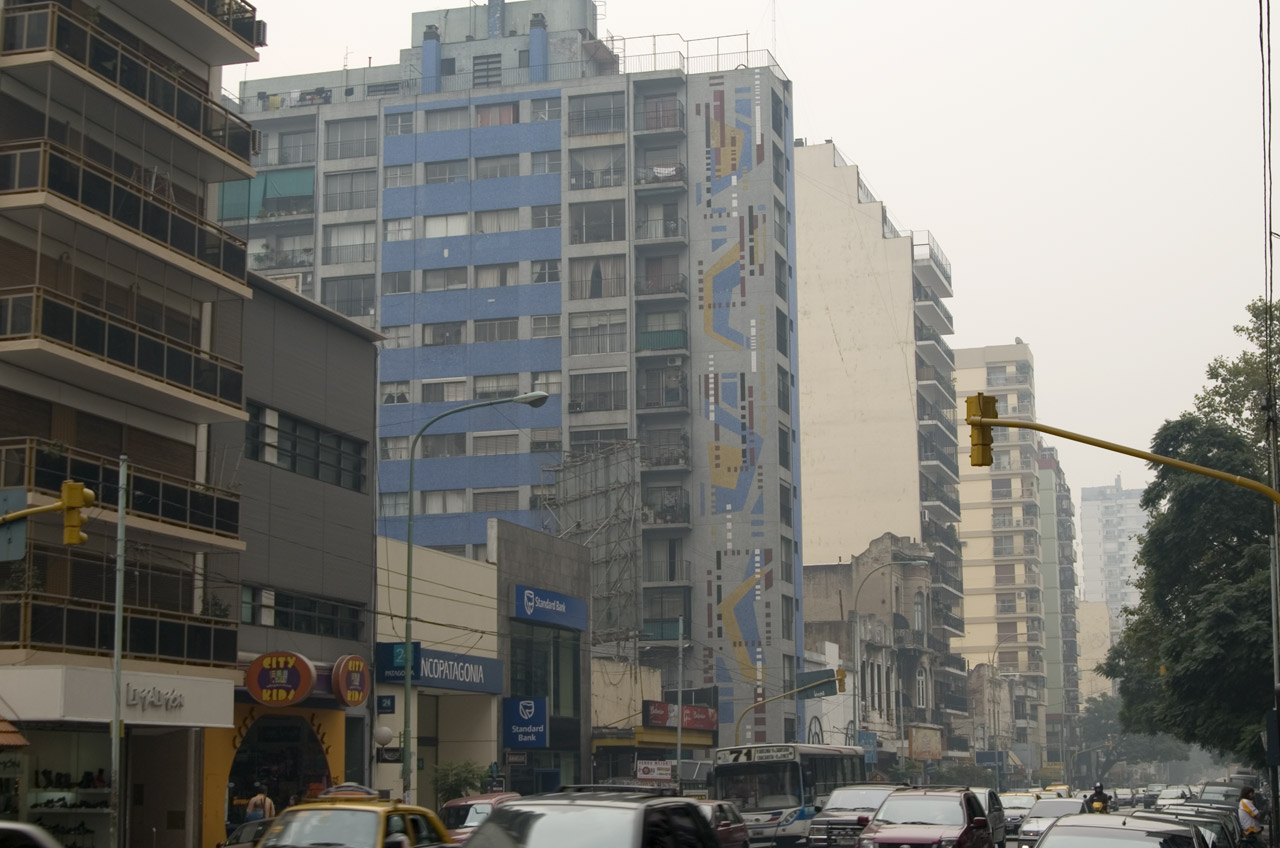
维拉克雷斯波

沿着科连特斯大道再往下走就是阿尔马格罗，这是一个平静的住宅区，居住着公寓居民，活动中心位于梅德拉诺大道和里瓦达维亚大道的交叉口。

### 维拉克雷斯波
维拉克雷斯波是科连特斯大道穿过的另一个传统犹太社区，有逾越节无酵饼，还有其他季节性特色菜供应。该区是1948年利奥波多·马雷查尔的小说《亚当·布埃诺塞雷斯》大部分情节的发生地点；马雷查尔还在1937年写了《科连特斯的历史》。该社区是亚特兰大 足球俱乐部的所在地。
该区也是探戈大师奥斯瓦尔多·普格列斯的故乡。

### 查卡里塔
科连特斯大道结束于费德里科拉克鲁斯火车站，毗邻安第斯公园，集市一直在那里举行，直到2005年9月。公园的西边就是阿根廷最大的墓地查卡里塔公墓。

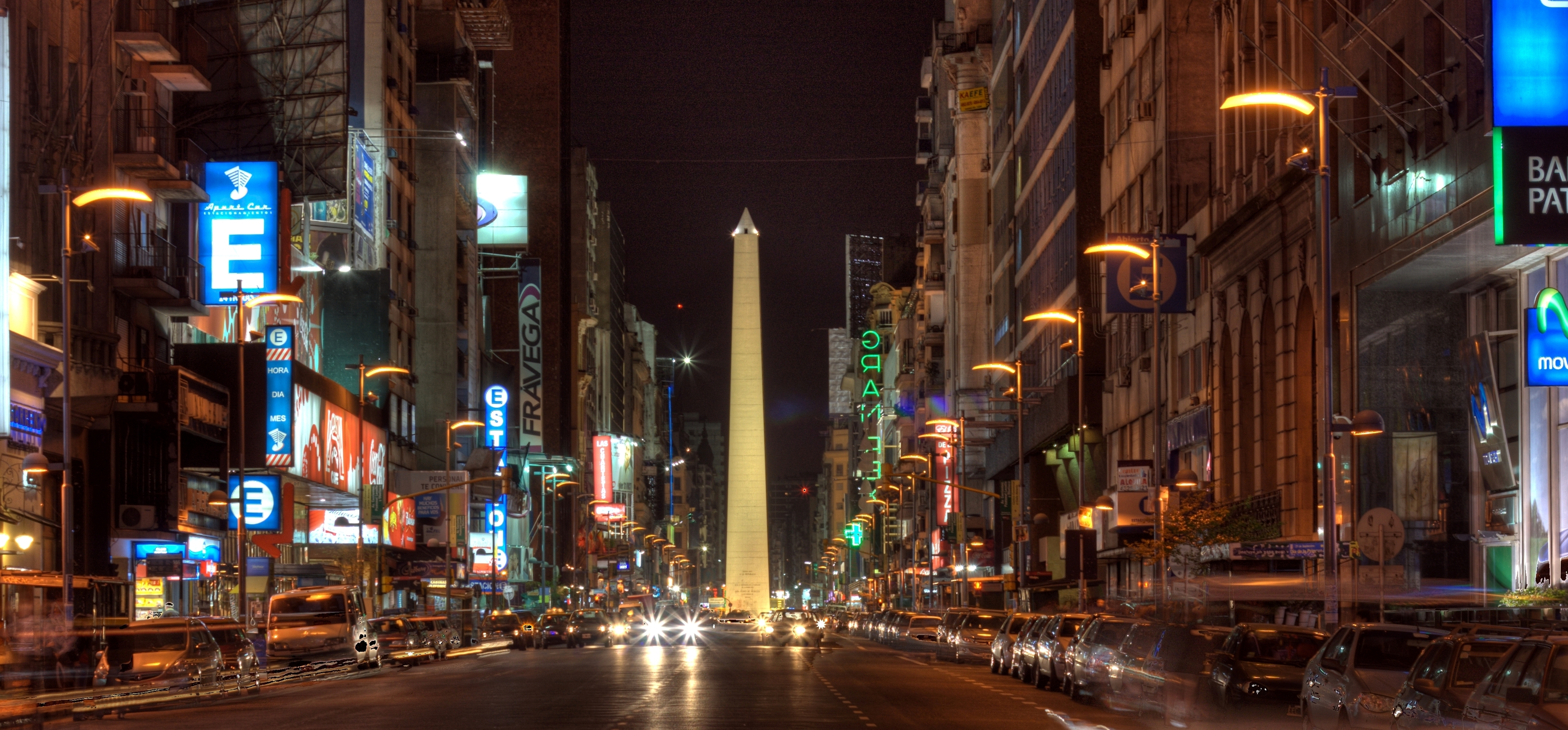
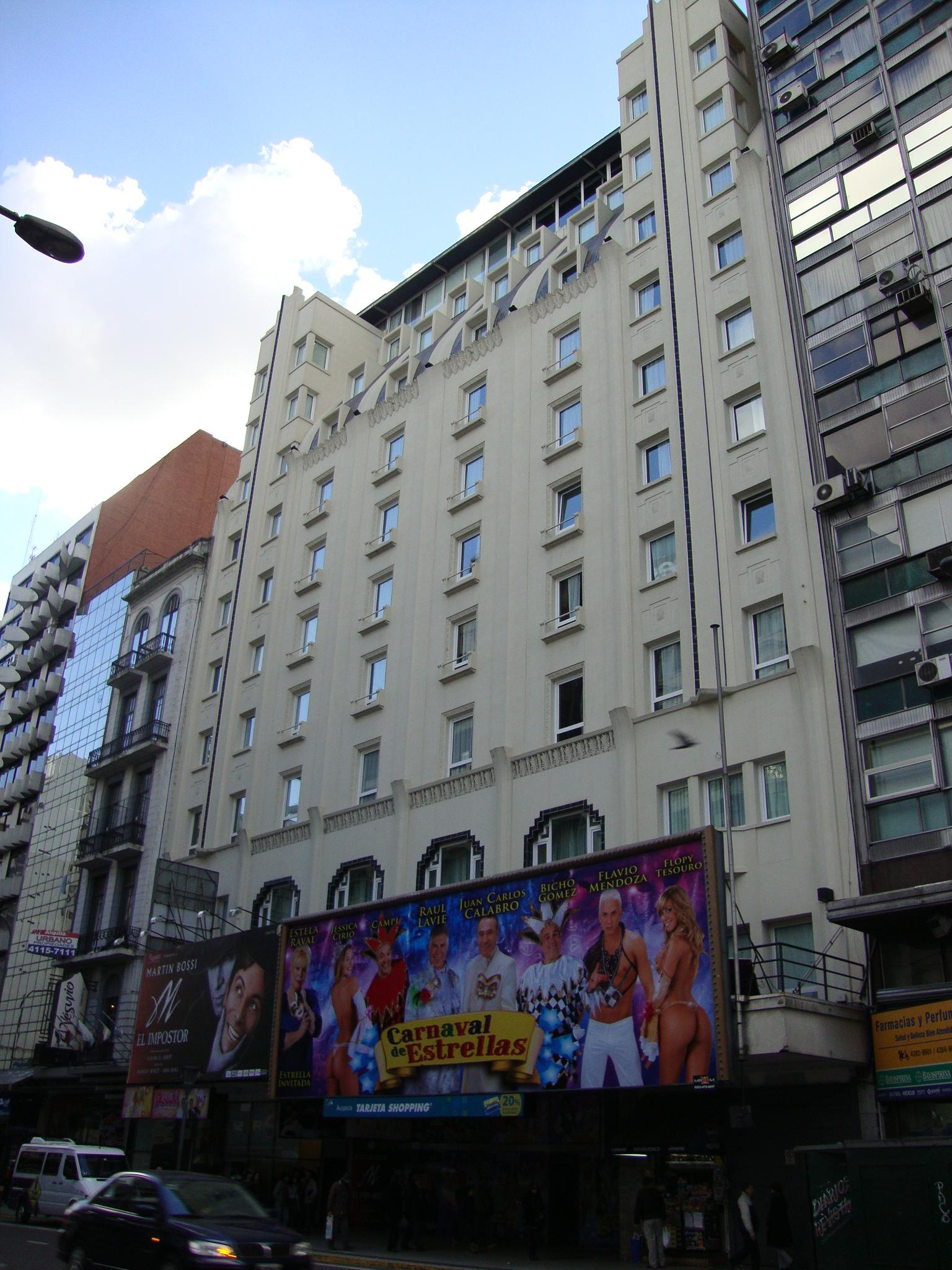
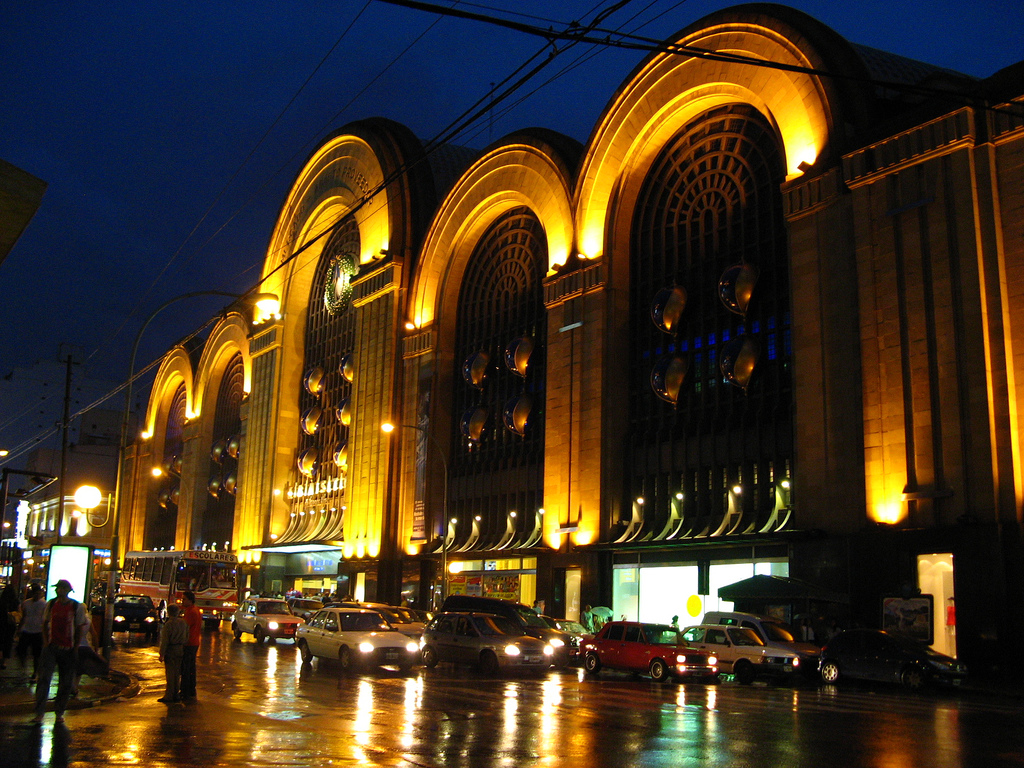
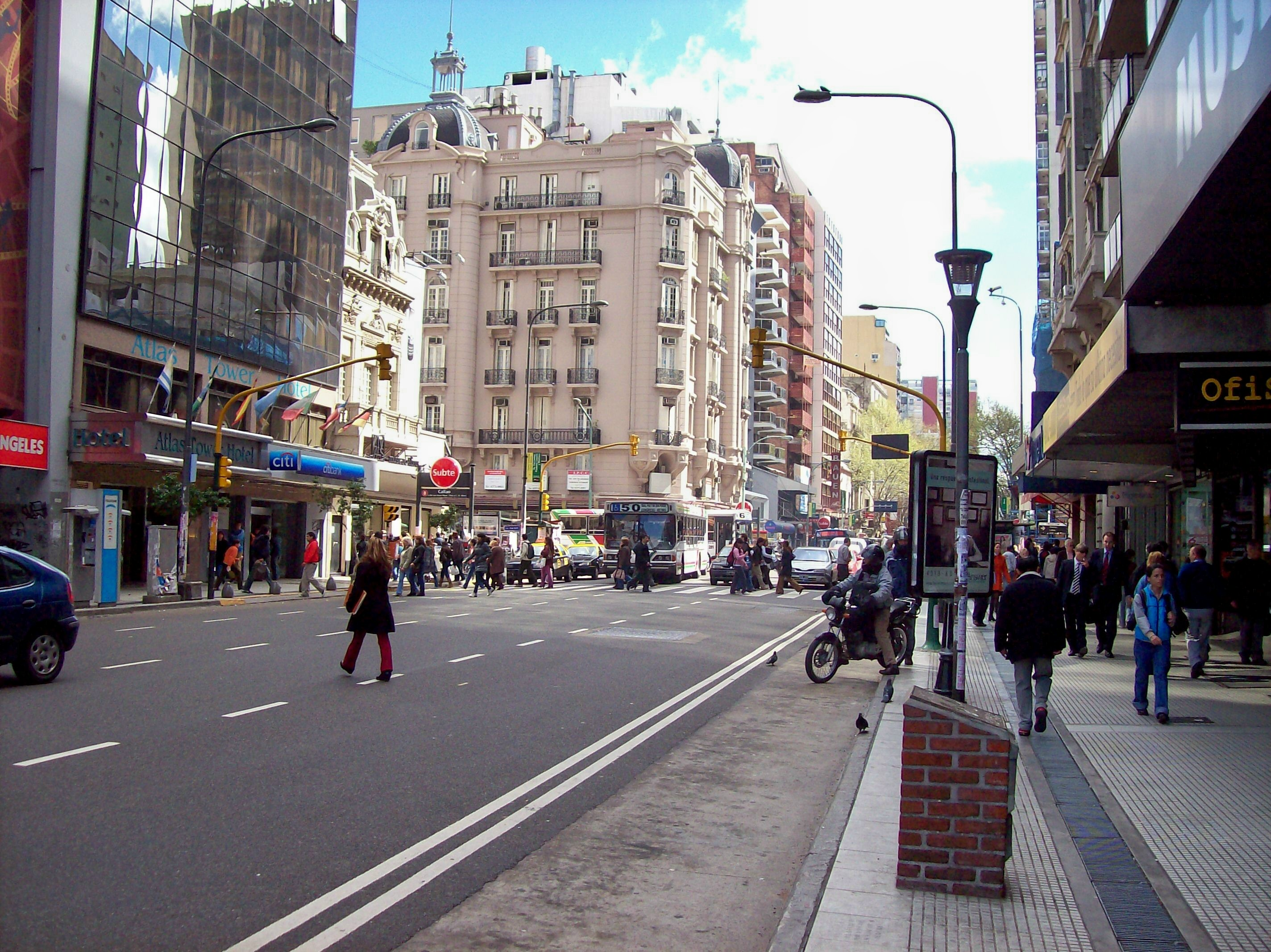

## 探戈音乐
科连特斯大道出现在诸多探戈歌词中：
- 《科连特斯街》，阿尔贝托·瓦卡雷扎和恩里克·德尔菲诺
- 《窄科连特斯》，安格尔“波乔”加蒂
- 《科连特斯和埃斯梅拉达》，塞莱多尼奥·弗洛雷斯和弗朗西斯科·普拉卡尼科
- 《科连特斯街的特里斯特斯》，霍梅罗·埃波西托和多明戈·费德里科，1942年
- 《多明格斯咖啡馆》